# El-Mahalla el-Kubra
el-Mahalla el-Kubra (in arabo المحلة الكبرى‎?), è la più grande città del Governatorato di Gharbiyya, in Egitto. È situata 60 km a nord del Cairo, nel delta del Nilo, è una delle più importanti città dell'Egitto. Conta circa 440 000 abitanti
Nella città ha sede una delle più grandi aziende egiziane del settore tessile, la Misr for Weaving & Spinning.
La città è famosa anche per le sue due squadre di calcio: Ghazl al-Mahalla e Baladiyya al-Mahalla.